# Przylądek Nao

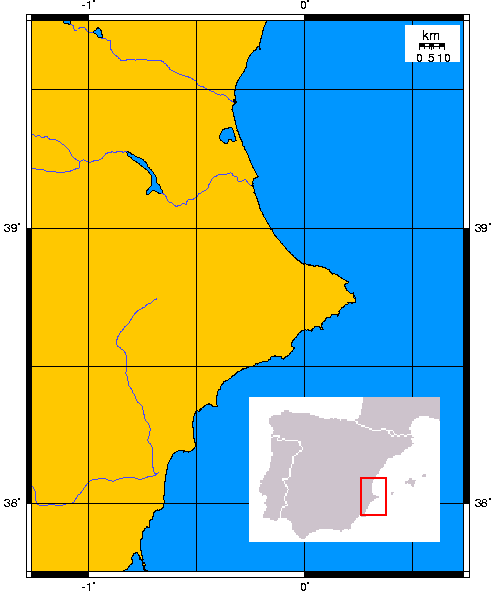
Przylądek Nao na mapie.

Przylądek Nao (hiszp. El cabo de la Nao, katal. El cap de la Nau) -  przylądek we wschodniej Hiszpanii w Prowincji Walencja (Comunidad Valenciana), stanowiący jednocześnie najdalej na wschód wysunięty fragment Prowincji Alicante. W dosłownym tłumaczeniu: Przylądek Karaka. Największą miejscowością położoną w jego pobliżu jest miasto Jávea. 

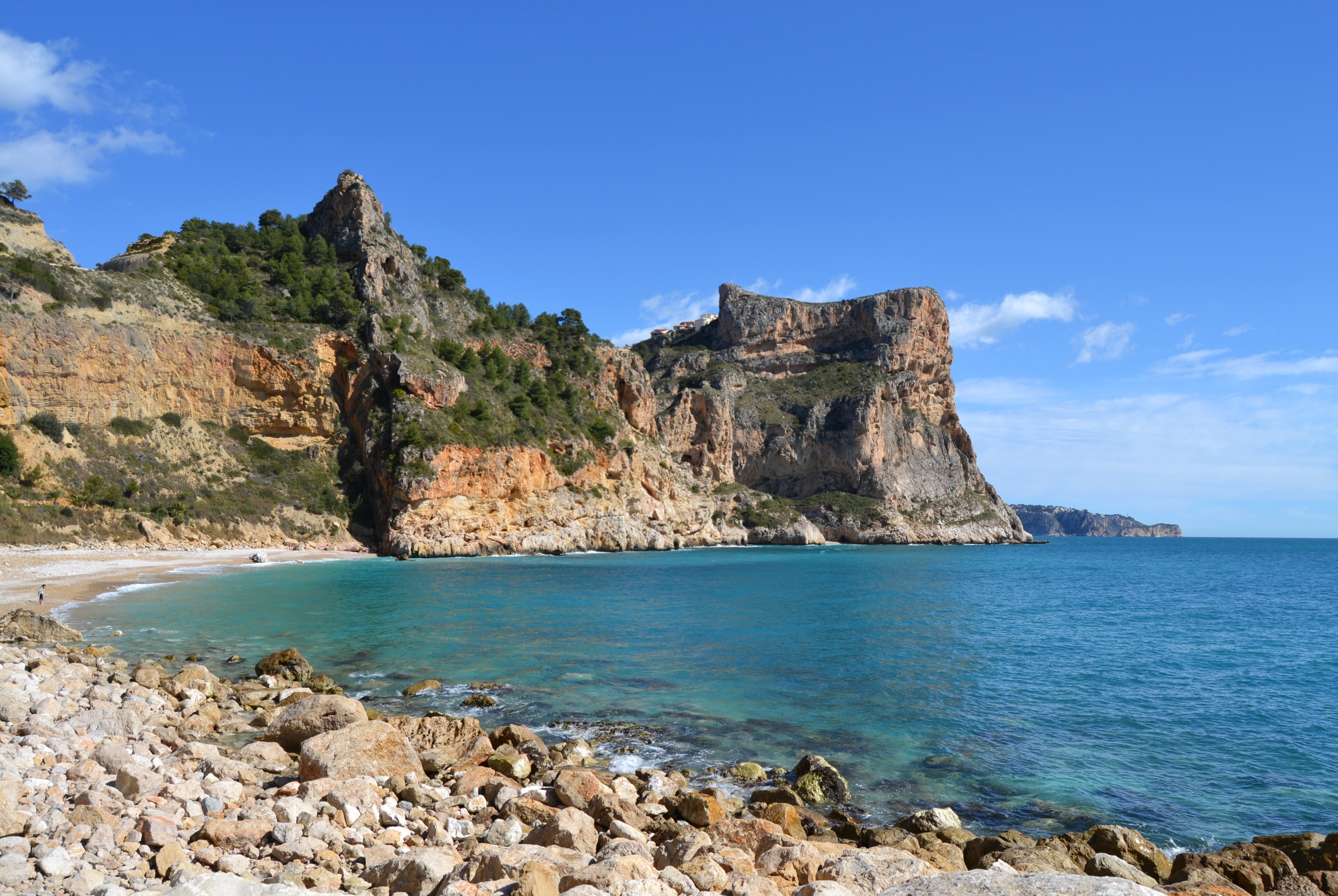
Klify na przylądku Nao.

Przylądek charakteryzuje się skalistymi klifami, zbudowanymi głównie z wapienia. Wyznacza południową granicę Zatoki Walenckiej.